# Liste der denkmalgeschützten Objekte in Stössing
Die Liste der denkmalgeschützten Objekte in Stössing enthält die 10 denkmalgeschützten, unbeweglichen Objekte der Gemeinde Stössing im niederösterreichischen Bezirk Sankt Pölten-Land.

## Denkmäler
| Foto |                 | Denkmal                                                                        | Standort                                            | Beschreibung | Metadaten |
| ---- | --------------- | ------------------------------------------------------------------------------ | --------------------------------------------------- | --- | --- |
| ja   | Datei hochladen | Aquädukt in der Au HERIS-ID: 111662 Objekt-ID: 129651                          | Standort KG: Hochgschaid                            | Die II. Wiener Hochquellenwasserleitung ist eine 183 Kilometer lange Trinkwasser-Versorgungsleitung für die Stadt Wien. Sie wurde auf Betreiben von Karl Lueger errichtet und nach zehnjähriger Bauzeit am 2. Dezember 1910 als II. Kaiser-Franz-Josef-Hochquellenleitung eröffnet. Anmerkung: Das Aquädukt verbindet die Gemeinden Neulengbach und Stössing. | BDA-Hist.: Q37825870 Status: Bescheid Stand der BDA-Liste: 2025-06-30 Name: Aquädukt in der Au GstNr.: 570, 211/5 Aquädukt in der Au                                              |
| ja   | Datei hochladen | Kümmelhofaquädukt/Hochgschaiderbachaquädukt HERIS-ID: 111661 Objekt-ID: 129650 | Standort KG: Hochgschaid                            | Aquädukt der II. Wiener Hochquellenwasserleitung, siehe „Aquädukt in der Au“ | BDA-Hist.: Q37825869 Status: Bescheid Stand der BDA-Liste: 2025-06-30 Name: Kümmelhofaquädukt/Hochgschaiderbachaquädukt GstNr.: 211/5 Kümmelhof- or Hochgschaiderbachaquädukt     |
| ja   | Datei hochladen | Ehem. Kloster Hochstraß HERIS-ID: 32483 Objekt-ID: 29592                       | Hochstraß 7 Standort KG: Hochstraß                  | Im Kloster Hochstraß betrieb die Kongregation der Töchter der göttlichen Liebe von 1897 bis 2009 – mit einer Unterbrechung im Zweiten Weltkrieg, als Flüchtlinge einquartiert wurden – eine Schule. Zudem war in einem der Gebäude von 1912 bis 1927 ein Waisenhaus untergebracht. Die Anlage besteht im Wesentlichen aus vier Gebäudegruppen, die aus früheren Bauernhöfen hervorgingen: Hauptgebäude, Josefsheim, Schecher-Haus und Egger-Haus. Das im Talschluss des Grenz- und Reifbaches gelegene Hauptgebäude, mit zweigeschoßiger Hauptfront und zwei senkrecht angebauten Flügeln, wurde in den Jahren 1894 bis 1896 errichtet. 2012 wurde das Kloster verkauft und zu einem Seminarhotel umgebaut. | BDA-Hist.: Q51694872 Status: § 2a Stand der BDA-Liste: 2025-06-30 Name: Kloster des Ordens der Töchter der göttlichen Liebe, landw. Haushaltsschule GstNr.: 385 Kloster Hochstraß |
| ja   | Datei hochladen | Kapelle Zur Schmerzhaften Muttergottes HERIS-ID: 32484 Objekt-ID: 29593        | Hochstraß 7 Standort KG: Hochstraß                  | Die Kapelle des Klosters Hochstraß (Patrozinium: Schmerzhafte Muttergottes) wurde 1895 geweiht und 1902 erweitert. | BDA-Hist.: Q37948254 Status: § 2a Stand der BDA-Liste: 2025-06-30 Name: Kapelle Zur Schmerzhaften Muttergottes GstNr.: 385                                                        |
| ja   | Datei hochladen | Sieben Tabernakelpfeiler HERIS-ID: 32491 Objekt-ID: 29600                      | Hochstraß 7, südwestlich von Standort KG: Hochstraß | Auf dem Friedhof stehen sieben Tabernakelbildstöcke mit Darstellungen der Sieben Freuden Mariens. Die Email-Bilder wurden von Inge Naske geschaffen. Auf dem 1929 erstbelegten Friedhof wurden insgesamt 56 Schwestern sowie Mitglieder der Familie Grundböck bestattet. | BDA-Hist.: Q37948273 Status: § 2a Stand der BDA-Liste: 2025-06-30 Name: Sieben Tabernakelpfeiler GstNr.: 369 Monastery cemetery Hochstraß                                         |
| ja   | Datei hochladen | Drei Quelleneinfassungen HERIS-ID: 32493 Objekt-ID: 29602                      | Standort siehe Beschreibung KG: Hochstraß           | Auf dem Gelände des ehemaligen Klosters Hochstraß befinden sich drei gefasste Quellen mit rundbogigen Giebeln. Sie sind mit Heiligenfiguren versehen, die nordwestlich des ehemaligen Klosters (Lage) mit einer Marienfigur, östlich des ehemaligen Klosters (Lage) mit einer (nicht mehr dort befindlichen) Johannesfigur, die beim sog. Scheicherhaus (Lage) mit einer Thaddäusfigur. Die Quelle mit Marienfigur (hier abgebildet) ist mit 1910 bezeichnet. | BDA-Hist.: Q37948282 Status: § 2a Stand der BDA-Liste: 2025-06-30 Name: Drei Quelleneinfassungen GstNr.: 384 Drei Quelleneinfassungen, Hochstraß bei Stössing                     |
| ja   | Datei hochladen | Herz-Jesu-Kapelle HERIS-ID: 32494 Objekt-ID: 29603                             | Hochstraß 8, bei Standort KG: Hochstraß             | Die Wegkapelle weist ein Satteldach und eine Rundbogennische auf. | BDA-Hist.: Q37948292 Status: § 2a Stand der BDA-Liste: 2025-06-30 Name: Herz Jesu Kapelle GstNr.: 366                                                                             |
| ja   | Datei hochladen | Auslaufkammer Stössingbachdüker (AK 93) HERIS-ID: 111659 Objekt-ID: 129648     | Standort KG: Hof                                    | Der Stössingbachdüker, ein Düker der II. Wiener Hochquellenwasserleitung, unterquert die Ortschaft Hof auf einer Länge von rund 770 Metern Horizontalentfernung zwischen den Gemeinden Kasten bei Böheimkirchen (EK 92) und Stössing. | BDA-Hist.: Q37825866 Status: Bescheid Stand der BDA-Liste: 2025-06-30 Name: Auslaufkammer Stössingbachdüker (AK 93) GstNr.: 38 Stössingbachdüker                                  |
| ja   | Datei hochladen | Pfarrhof und Musikschule HERIS-ID: 32482 Objekt-ID: 29591                      | Stössing 25 Standort KG: Stössing                   | Der Pfarrhof in Stössing ist ein zweigeschoßiger blockhafter Bau, im Kern aus dem 18. Jahrhundert, der im 19. und 20. Jahrhundert stark umgebaut wurde. | BDA-Hist.: Q37948226 Status: § 2a Stand der BDA-Liste: 2025-06-30 Name: Pfarrhof und Musikschule GstNr.: .16                                                                      |
| ja   | Datei hochladen | Kath. Pfarrkirche hl. Ägyd und Friedhof HERIS-ID: 32479 Objekt-ID: 29587       | Stössing 25, neben Standort KG: Stössing            | Die Pfarrkirche von Stössing war ursprünglich eine Wehrkirche. Der überhöhte Hauptchor stammt aus der ersten Hälfte des 14. Jahrhunderts. Das Südschiff ist spätgotisch, ebenso der massive Südturm. Das Langhaus ist im Kern mittelalterlich und wurde später barockisiert. | BDA-Hist.: Q37948203 Status: § 2a Stand der BDA-Liste: 2025-06-30 Name: Kath. Pfarrkirche hl. Ägyd und Friedhof GstNr.: .15, 320/1 Pfarrkirche Stössing                           |